# 東京十夜
『東京十夜』（とうきょうテンや）は、1950年（昭和25年）に弘和書房の雑誌『青春タイムス』に木崎恭三が連載した小説であり、同作を原作として同年に沼波功雄が監督し、秀映社が製作、東京映画配給が配給して公開した日本の長篇劇映画である。のちに1960年代に登場する「ピンク映画」の源流となる、「ベッドシーン」を売り物にした日本最初の映画であるとされる。

## 略歴・概要
国立国会図書館に所蔵されているものでは、同作は1950年（昭和25年）12月に発行された『青春タイムス』第3巻第9号に「第3回」、翌1951年（昭和26年）1月に発行された第4巻第1号に「最終回」が掲載されており、全4回の連載であった。
これを原作に映画化したのが、秀映社による劇場用映画『東京十夜』である。大宅壮一によれば、いわゆるカストリ雑誌の類であるというべき雑誌に連載された小説を原作とし、当時「斜陽族」と呼ばれた没落華族の大邸宅をロケセットに使用して、2-3日で撮影した超低予算映画であったという。同年10月28日、東京映画配給（現在の東映）が受託配給して公開したところ、予想外の大ヒットとなり、製作者には大金が転がり込み、ロケセットに使用した「斜陽族の邸宅」は、この製作者が買い取ったとのことである。
同作の製作元である秀映社は、もともと住田暎介が経営した現像場で、本作が映画製作の第1作であった。「ベッドシーン」を売り物にした日本最初の映画であるとされ、当時の映画倫理規程管理委員会（旧映倫、現在の映画倫理委員会）は34か所の削除を製作者に要求し、削除した長さが、残ったフィルムの上映時間よりも長かったとされる。旧映倫が「成人映画」指定の前身である「成人向映画」を選定し始めるのが1954年（昭和29年）8月であって、日本の映画界にはまだ「レイティング」が存在していなかった。同作は、そのような自主規制を経て、レイティングなしに公開された。
公開当時に同作を観た上野一郎によれば、同作は10篇からなるオムニバス形式の映画であったという。監督を務めた沼波功雄は、1930年代の松竹蒲田撮影所で清水宏の助監督を務めた人物で、1937年（昭和12年）に水戸光子主演の『君と歌えば』（松竹大船撮影所）で監督昇進、翌1938年（昭和13年）から新興キネマ東京撮影所に転籍して、同社が戦時合併して大映を形成するまで、30作もの監督作がある。脚本を書いた沖博文は、1930年代には阪東妻三郎プロダクションの監督であり脚本家であった人物である。

2012年（平成24年）7月現在、東京国立近代美術館フィルムセンターは、本作の上映用プリント等を所蔵していない。

## 映画
『東京十夜』（とうきょうテンや）は、1950年（昭和25年）に同名の小説を原作として、沼波功雄が監督し、秀映社が製作、東京映画配給が配給して公開した日本の長篇劇映画である。

### 作品データ
- 製作 : 秀映社
- 上映時間 （巻数 / メートル） : 68分 （8巻 / 1,864メートル）
- フォーマット : 白黒映画 - スタンダード・サイズ（1.37:1） - 24fps - モノラル録音
- 映倫番号 : 267[4] （旧映倫、一般映画指定）[3]
- 公開日 :  日本 1950年10月28日
- 配給 :  東京映画配給

### スタッフ
- 監督 : 沼波功雄
- 原作 : 木崎恭三
- 脚本 : 沖博文
- 撮影 : 高尾豊

### キャスト
- 立松晃
- 真山くみ子
- 上山草人
- 如月寛多
- 山縣直代
- 堤真佐子